# امامزاده اسکو
امامزاده اسکو مربوط به دوره قاجار است و در اسکو، سبزه میدان واقع شده و این اثر در تاریخ ۱ مرداد ۱۳۸۶ با شمارهٔ ثبت ۱۹۲۳۰ به‌عنوان یکی از آثار ملی ایران به ثبت رسیده است.